# بیرستال، لسترشر
بیرستال، لسترشر (به انگلیسی: Birstall, Leicestershire) یک روستا و محله مدنی در بریتانیا است که در چموود واقع شده‌است. بیرستال ۱۲٬۲۱۶ نفر جمعیت دارد.